# 藤本佑子
藤本佑子（1943年1月14日—），广岛县吴市出身，是一名日本前排球运动员。她曾经在1964年夏季奥林匹克运动会中，参加了女子排球比赛并获得金牌。